# 皮羅什基
皮羅什基（羅馬化：pyrižký，羅馬化：piražkí，羅馬化：pirožkí），是東歐的一種餡餅，主要流行在烏克蘭、白俄羅斯和俄羅斯。皮羅什基的做法是用小麥粉將各種食材包裹之後，或用烤箱烤，或用油炸。皮羅什基經常作為早飯或點心食用。類似皮羅格派，是較小的派。

## 外部連結
- 檢視維基辭典中的詞條